# Dead Putting Society
"Dead Putting Society" är det sjätte avsnittet av den andra säsongen av den amerikanska, tecknade komediserien The Simpsons. Avsnittet premiärvisades den 15 november 1990. Avsnittet blev det första där hela familjen Flanders medverkar. Det är också första gången som Ned porträtteras som starkt religiös.

## Handling
"Dead Putting Society" börjar med att Homer försöker klippa gräsmattan. Det går inte så bra, och hans svordomar får grannen Ned Flanders att komma och ge honom några ovälkomna råd. Ned bjuder in Homer till sin vackert inredda källare för att ta en öl. När Homer får se Neds hus och hans överdrivet perfekta relation med sin fru och son, blir han arg och anklagar Ned för att skryta. Ned svarar argt att Homer bör gå därifrån. På natten drabbas Ned av skuldkänslor för att han var så hård mot Homer, så han skriver ett brev till honom (börjar med "Kära granne,") och berättar att han är väldigt ledsen och att han älskar honom som sin bror. Homer börjar skratta åt brevet och läser upp det för resten av familjen vid frukostbordet dagen efter. Mamman Marge är dock inte road över familjens reaktion och skäller ut Homer för att göra sig lustig över Neds uppriktiga ursäkt. Homer föreslår då att hela familjen ska åka och spela bangolf. Marge och Lisa ska göra andra saker, så Homer tar med sig Bart och Maggie till Sir Putt-A-Lots Merrie Old Fun Centre. Där stöter de på Ned och hans son Todd Flanders, och det slutar med att de spelar tillsammans.
Spelandet går bra för alla (speciellt Bart) utom Homer, som uppenbarligen fortfarande är avundsjuk på Ned. Bart och Todd får se en affisch om en bangolfsturnering för barn, med 50 dollar i förstapris. Trots att Todd är väldigt bra på bangolf, är Homer övertygad om att Bart kommer att vinna turneringen (En gång säger han till Bart: "Det är inte okej att förlora!"). Homer tvingar Bart att sitta och titta argt på en bild på Todd Flanders i femton minuter varje dag. Bart ser på sin lilla trofésamling (där ingen säger något om första plats), när Lisa erbjuder honom att hjälpa honom med träningen. Med hjälp av spirituella böcker som lugnar ner Barts sinnen, mediterar de och Lisa ställer frågor utan svar som "Hur låter det när bara en hand klappar?" och "Låter det om ett träd faller ner i skogen och ingen hör det?" Under tiden slår Homer vad med Ned om vems son som är bäst på bangolf: Pappan till barnet som förlorar måste klippa den andra pappans gräsmatta i sin frus kläder. Innan Ned skriver under, får han ordet "förlorar" ändrat till "inte vinner".
På tävlingsdagen berättar Homer för Bart att alla medel för att vinna är tillåtna. Matchen blir väldigt jämn, och vid artonde hålet är det bara Bart och Todd kvar. De kommer överens om att tävlingen inte är värd all press, att de är lika bra och att båda lägger sig. De delar på prissumman. Ned är lättad över att ingen varken vann eller förlorade, och anser att vadet inte gäller längre. Homer anser dock att eftersom Todd inte vann, måste Ned klippa hans gräsmatta. Ned påminner honom då om att Bart inte heller vann, så Homer måste klippa hans gräsmatta. Homer svarar att det är ett billigt pris. De klipper alltså varandras gräsmattor, i sina fruars bästa söndagsdräkter. Folk från hela kvarteret står och skrattar åt dem, och Ned gillar det faktiskt, till Homers stora irritation.

## Debuter
Figurer som gör sina debuter:
- Maude Flanders
- Rod Flanders (Han gjorde dock ett kort framträdande i The Call of the Simpsons)